# بوبي أديكاني
بوبي أديكاني (بالإنجليزية: Bobby Adekanye) (مواليد 14 فبراير 1999) هو لاعب كرة قدم هولندي نيجيري المولد يلعب كمهاجم في نادي لاتسيو.

## روابط خارجية
- بوبي أديكاني على موقع الاتحاد الأوربي (الإنجليزية)
- بوبي أديكاني على موقع اتحاد تركيا (لاعب) (الإنجليزية)
- بوبي أديكاني على موقع إي إس بي إن إف سي (الإنجليزية)
- بوبي أديكاني على موقع قاعدة بيانات كرة القدم.إي يو (الإنجليزية)
- بوبي أديكاني على موقع Soccerway.com (الإنجليزية)
- بوبي أديكاني على موقع عالم كرة القدم.نت (الإنجليزية)